# IREL(India)
IREL (India) Limitedは、マハーラーシュトラ州ムンバイに本社を置くインドの公営企業である。旧社名はIndian Rare Earths Limited (IREL)。レアアースの採掘と精製を専門とする。
約10,000トンのレアアース含有鉱物の処理能力を有する。レアアースの採掘、加工、抽出、精製および高純度レアアース酸化物において、十分な生産能力を有する。同社は主に、アメリカ、イギリス、フランス、ドイツ、ノルウェー、日本にレアアース化合物を輸出している。